# Phalaenopsis amabilis
Phalaenopsis amabilis u orquídea luna es una orquídea del género de Phalaenopsis de la subfamilia Epidendroideae de la familia Orchidaceae. Nativas del Sureste de Asia desde Malasia pasando por Papúa Nueva Guinea hasta las Filipinas y Norte de Australia. 

## Descripción

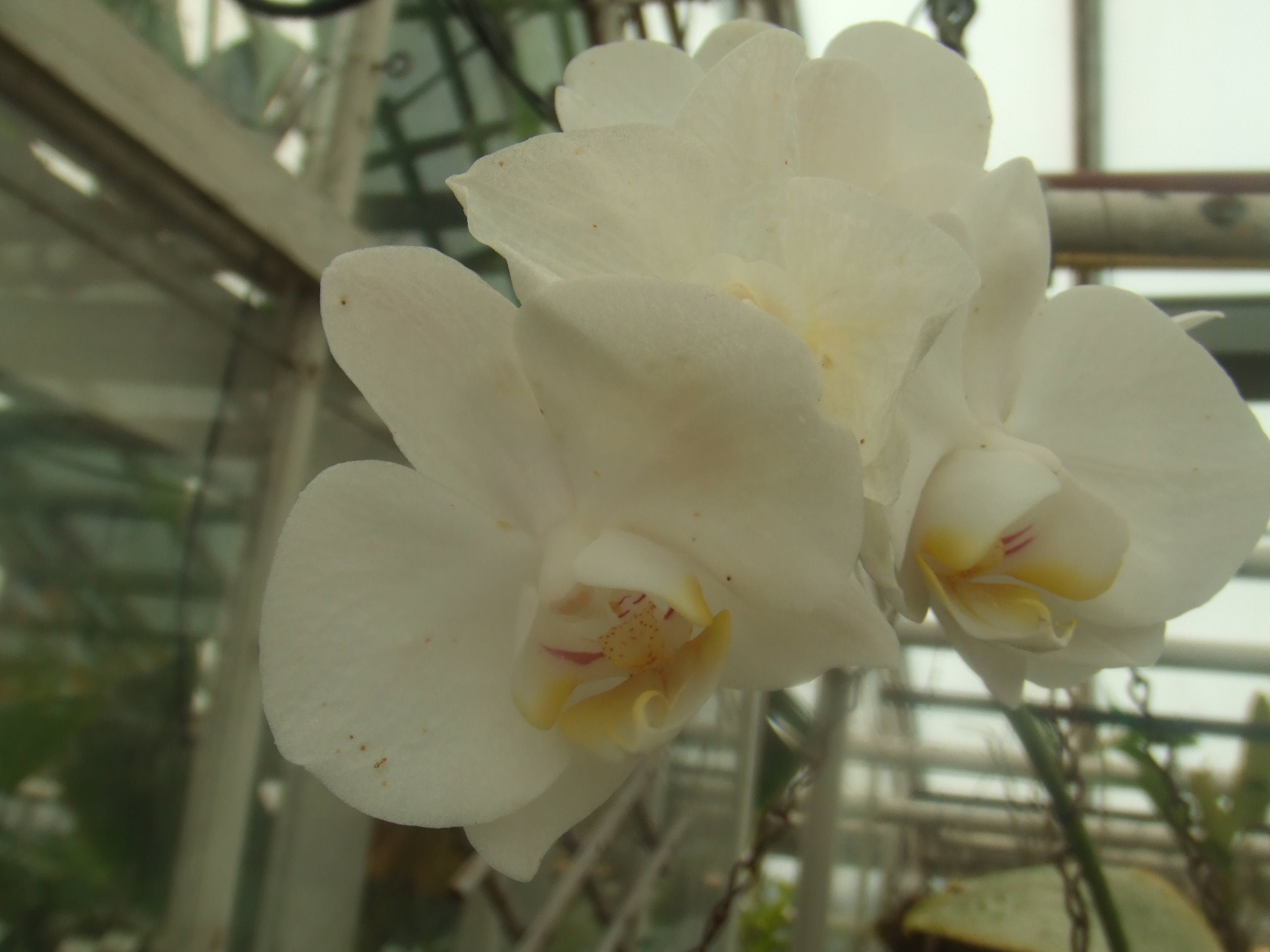
Phalaenopsis - híbrido.

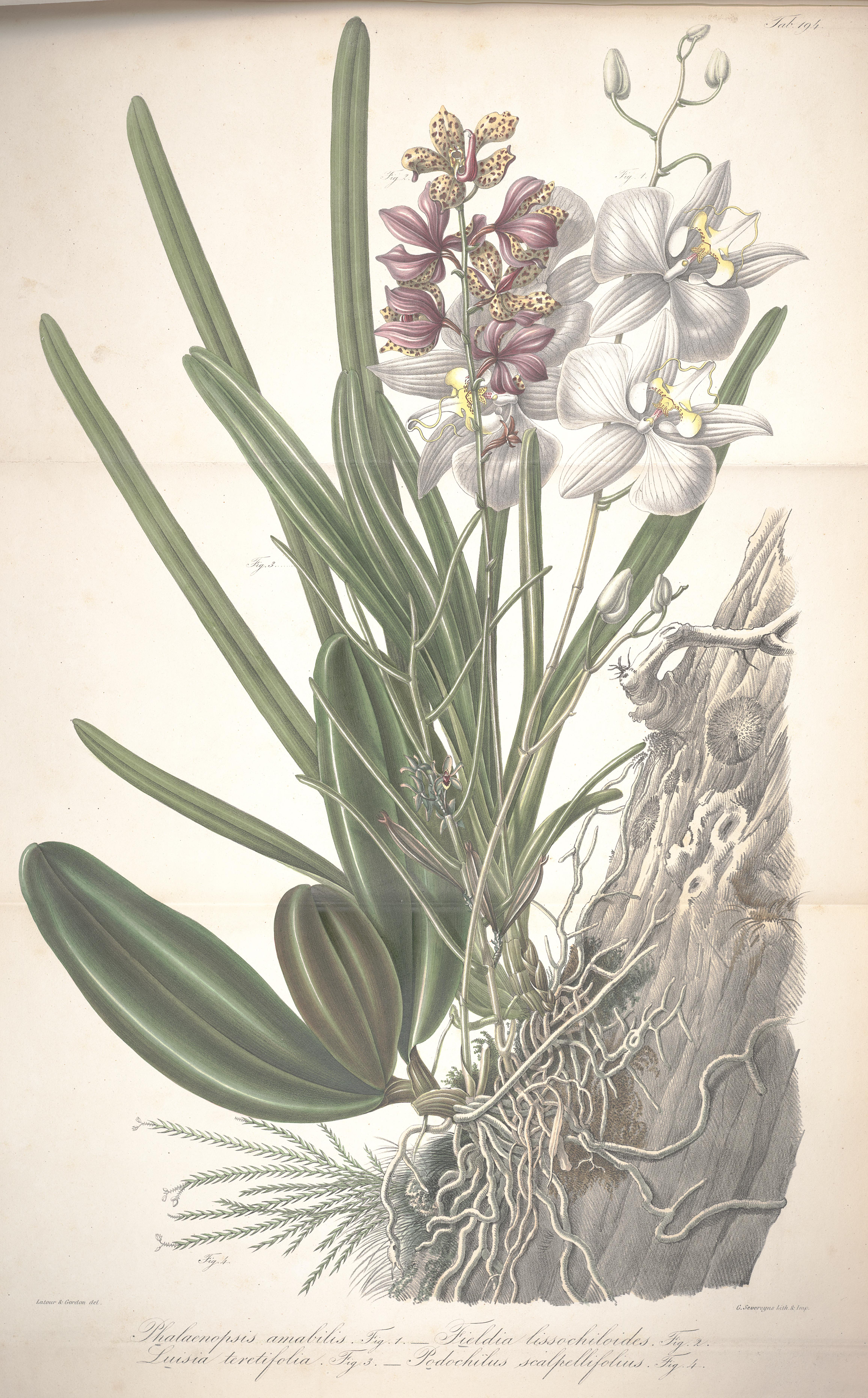
Ilustración

La Phalaenopsis amabilis muestra un hábito de desarrollo  monopodial. El rizoma se desarrolla erecto y en su extremo produce dos gruesas y carnosas hojas alternas y elípticas cada año. Las hojas basales más viejas se caen al mismo tiempo. La planta de este modo retiene de cuatro a cinco hojas. No tiene pseudobulbos. El racimo aparece del tallo que surge entre las hojas  y florece durante varias semanas.

Con una inflorescencia larga y ramosa ( más de un metro de larga )con unas flores casi redondeadas de color blanco nieve.

Las flores constan de 3 sépalos similares a los pétalos, 3 pétalos con uno de ellos, el inferior, distinto, que forma el llamado labelo y en medio de ellos está la columna ( fusión de los estambres y pistilos ). Labelo mucho más corto que los pétalos, más carnoso que los segmentos florales, profundamente trilobado. Lóbulos laterales curvados subcuadrangulares. Ápice redondeado de base amarilla y callo carnoso de color amarillo punteado de rojo.

Las raíces son gruesas y están recubiertas por un tejido esponjoso llamado velamen que ayuda a la absorción de agua y nutrientes. Por dentro está la auténtica raíz, que contiene clorofila y presenta color verde.

## Hábitat
Orquídea epífita. En la naturaleza se encuentra debajo del dosel forestal en la humedad de la parte baja, protegida de la luz solar directa. Se desarrolla en troncos de árboles con abundante musgo de donde las raíces de la planta sacan los nutrientes con los restos de corteza del árbol.

## Cultivo
Esta planta no es muy exigente en cuanto a su cultivo. Requiere unas condiciones mínimas que no son difíciles de conseguir dentro de las casas.
- Temperatura

Se desarrolla bien con la temperatura de la casa. Soporta temperaturas de entre 14 y 35 °C con preferencia de temperatura durante el día de 20-24 °C. Para hacerla florecer, hay que mantener una diferencia de temperatura de 5 °C entre el día y la noche durante un mes.
- Luz

Phalaenopsis prefiere una luz viva, sin el sol directo del periodo del mediodía. Su ideal está entre 15.000-20.000 lux.  Para ello se puede situar junto a una ventana orientada al este o al oeste, con un visillo o cortina fina de por medio. Sin que le de la luz directa del sol pues se le pueden quemar las hojas. Las raíces de estas orquídeas son verdes, tienen clorofila por tanto son capaces de realizar la fotosíntesis, por lo que es conveniente que estén en macetas incoloras.
- Agua

De preferencia no calcárea y sin cloro ( usar cartuchos filtrantes si el agua disponible es muy calcárea ).
La humedad ambiental debe ser entre el 50 y 60%, si bien debe ser mayor cuanto más alta sea la temperatura.
- Riegos

Moderados. Hay que dejar secar un poco el compost entre dos riegos. Las raíces prefieren los compost con buen drenaje. Disminuir los riegos cuando los nuevos pseudobulbos estén maduros. Algunas variedades prefieren que las raíces sequen rápidamente.
- Humedad

Le gustan las vaporizaciones.
- Aclareo

Normalmente al final del invierno o en la primavera, después de la floración. Toleran bien los tiestos pequeños. Utilizar de preferencia un tiesto no poroso (nada de macetas de barro cocido), a fin de no concentrar las sales minerales. Si no, se recomienda humedecer el compost con agua limpia de vez en cuando. Después del cambio de tiesto, esperar unas dos semanas antes de emprender el ritmo normal de riegos. Vaporizar el envés de las hojas.
- Substrato

Granulometría de fina a media, a base de corteza de pino, atapulgita o argex (esferas de tamaño variable), carbón vegetal, poliestireno.
- Abonos

Debido a que son plantas epífitas que viven sobre troncos de árboles y recogen el agua de lluvia que escurre no tienen grandes exigencias de abono.

Se venden abonos especiales para ellas, pero basta con usar un abono para plantas de interior reduciendo su dosis a la cuarta parte, aplicarlo cada 10-15 días en la floración y el resto del tiempo esporádicamente. 
- Reproducción

Producen innumerables semillas, pero difíciles de germinar como no estén en simbiosis con un hongo micorrizo. Por lo cual, el método más fácil es mediante keikis (hijuelos que la planta madre emite en la vara floral, tras la floración). Para estimular la aparición de keikis tras la floración, se corta la vara por encima de un nudo sobre la mitad de su longitud. Luego se retira con cuidado la pielecilla que cubre las yemas de los entrenudos, con mucho cuidado para no dañar estos. Con ello conseguiremos que les llegue más luz.

También se puede diluir una pizca de la hormona de crecimiento vegetal(benziladenina) en agua y con un pincel dar una fino toque en el corte para estimular su aparición. Una vez el keikis ha emitido unas raíces pequeñas se puede separar de la planta madre.

## Historia
En 1798, el Dr. Roxburgh  introdujo la "Phalaenopsis amabilis" desde las islas Molucas en Calcuta y la clasificó como Cymbidium.

En 1807, el Dr. Horsfield la observó en la costa meridional de Java.

Fue introducida en Europa por Thomas Lobb, por la Casa Veitch, en 1846, y floreció al año siguiente.

La "Phalaenopsis amabilis" floreció por primera vez en cultivo en Inglaterra en septiembre de 1850 en la colección de J.H.Schroeder de Stratford Green. Esta planta fue premiada con una medalla por la Sociedad Real de Horticultura.

Innumerables  híbridos de Phalaenopsis amabilis se han obtenido desde entonces la mayoría con cruzas con  Phalaenopsis schilleriana o Phalaenopsis stuartiana  y todos ellos más adaptables a las condiciones artificiales de cultivo que sus ancestros.

## Taxonomía
Phalaenopsis amabilis fue descrita por (L.) Blume y publicado en Bijdragen tot de flora van Nederlandsch Indië 7: 294. 1825.
Etimología
Phalaenopsis: nombre genérico que procede del griego phalaina = “mariposa” y opsis = “parecido”, debido a las inflorescencias de algunas especies, que recuerdan a mariposas en vuelo. Por ello, a las especies se les llama “orquídeas mariposa”.
amabilis: epíteto latino que significa  "amabilis" = bonito.
Sinonimia
Angraecum album majus (Rumph 1750).

Epidendrum amabilis (Linn 1753).

Cymbidium amabile (Roxb 1832).

Synadena amabilis (Raf 1838).

Phalaenopsis amabilis var.aphrodite subvar.gloriosa (AMES 1908).

Phalaenopsis amabilis var.fournieri (Cogn 1898).

Phalaenopsis amabilis var.rimestadiana (Linden 1901).

Phalaenopsis amabilis var.grandiflora (Batem 1867).

Phalaenopsis amabilis var.ramosa (Van Deventer 1935).

Phalaenopsis grandiflora (Ldl 1848).

Phalaenopsis grandiflora var.gracillima (Burb 1882).

Phalaenopsis gloriosa (Rchb.f 1888).

Phalaenopsis aphrodite var.gloriosa (Rchb.f 1891).

Phalaenopsis rimestadiana (Linden Rolfe 1905).

Phalaenopsis X Elisabethae (HORT 1927 amabilis x rimestadiana Vacherot).

Phalaenopsis celebica (Van Vloten 1932).

Phalaenopsis pleihary (Burgeff 1968).